# 2017-es brit parlamenti választás
A 2017-es brit parlamenti választásokra 2017. június 8-án került sor. Ezen a napon az Egyesült Királyság lakói megválasztották a kétkamarás brit parlament alsóházának tagjait, szám szerint 650 egyéni képviselőt. A biztos kormányalakítást biztosító minimális többséget (326 képviselő) egyik párt sem érte el.

## Választási rendszer
Kizárólag egyéni mandátumokkal lehet a Képviselőházba bekerülni. Az ország 650 egyéni kerületre van osztva. A választás egyfordulós, és a relatíve legtöbb szavazatot kapott képviselő nyeri el a mandátumot (a győztes mindent visz, angolul first-past-the-post, FPTP).
Ez a többségi választási rendszer rendkívül aránytalan eredményre vezet, torzítva mutatja a nép akaratát, ugyanakkor a parlamentbe nem tud bejutni olyan jelölt, aki személyében nem elég népszerű a körzetében. A képviselőknek jobban kell figyelniük választókörzetük lakóinak akaratára, így kis regionális pártok is megjelenhetnek a törvényhozásban. Nincs bejutási küszöb.

## Előzmények

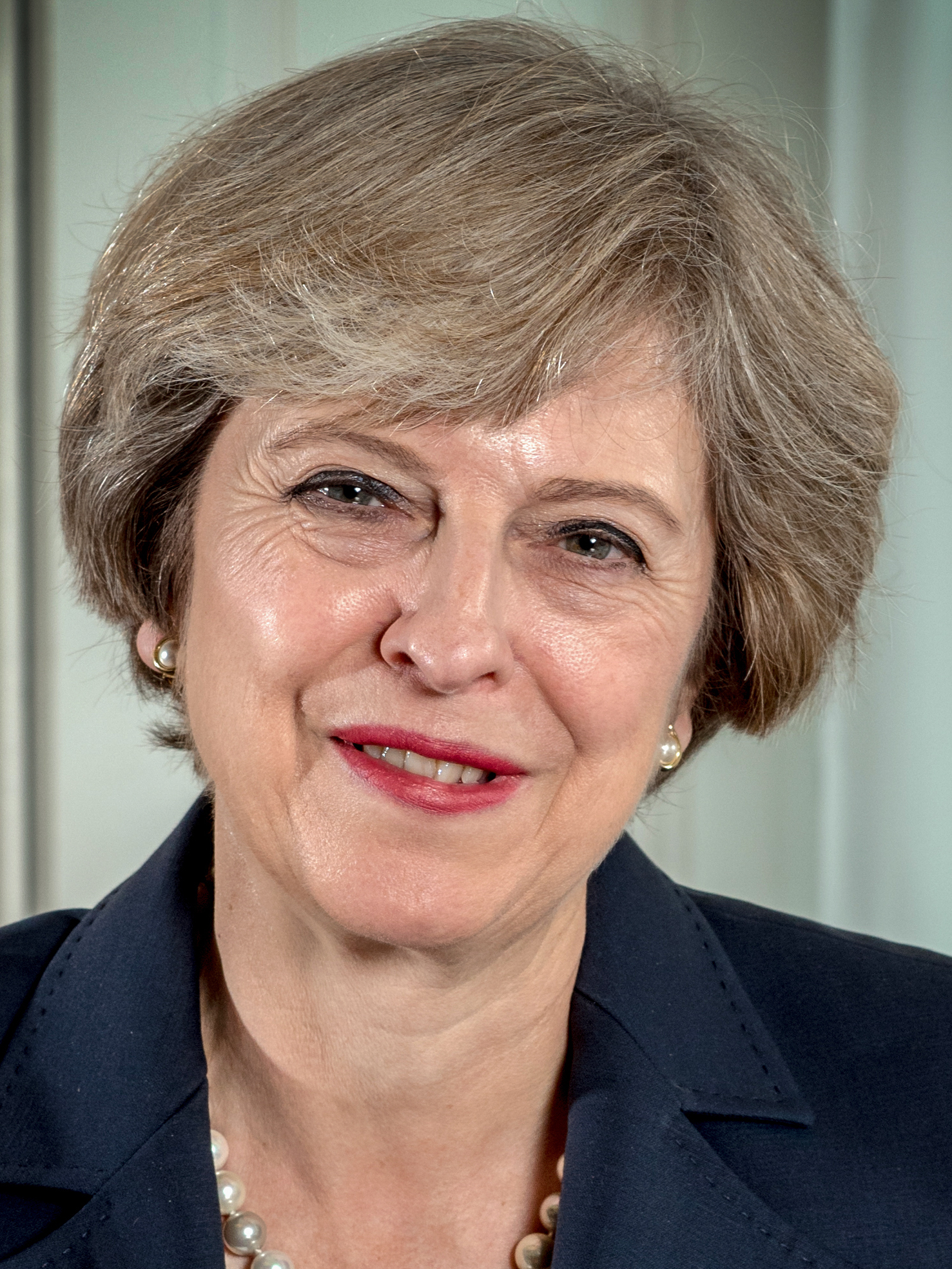
Theresa May brit miniszterelnök

Theresa May, az Egyesült Királyság miniszterelnöke 2017. április 18-án bejelentette, hogy előrehozott választásokat kíván tartani. A brit parlament a javaslatot 2017. április 19-én 522:13 arányban támogatta, és úgy döntött, hogy 2017. június 8-ra írja ki a következő parlamenti választást.
A választással a kormányzó Konzervatív Párt a brexit végigviteléhez szeretett volna nagyobb támogatást kapni, míg az ellenzéki Munkáspárt a kormányváltás érdekében szavazta meg a javaslatot.

## Előzetes várakozások
A választás kiírásakor a kormányzó Konzervatív Pártnak komoly (egyes közvélemény-kutatások szerint 20% körüli) előnye volt, mely alapján joggal remélhette pozíciójának megerősödését. A választási kampány időszakban a kormányzópártnak jelentősen csökkent a támogatottsága, míg az ellenzékben lévő Munkáspárt megerősödött.
|  | Konzervatív Párt Munkáspárt Liberális Demokraták Függetlenségi Párt Skót Nemzeti Párt Anglia és Wales Zöld Pártja |

A választást megelőző napon az elemzők egyetértettek abban, hogy szoros eredmény várható, és a jobboldal el fogja veszíteni a parlamenti többségét.
Az exit poll eredmények a politikai elemzők véleményét igazolták.

## Eredmények
| Pártok | Pártok                         | Mandátumok | Mandátumok | Mandátumok                                  | Szavazatok | Szavazatok | Szavazatok                                            |
| Pártok | Pártok                         | száma      | aránya (%) | változása az előző választáshoz képest (fő) | száma      | aránya (%) | változása az előző választáshoz képest (százalékpont) |
| ------ | ------------------------------ | ---------- | ---------- | ------------------------------------------- | ---------- | ---------- | ----------------------------------------------------- |
|        | Konzervatív Párt               | 317        | 48,8       | -13                                         | 13 632 914 | 42,3       | +5,4                                                  |
|        | Munkáspárt                     | 262        | 40,3       | +30                                         | 12 874 985 | 40,0       | +9,5                                                  |
|        | Skót Nemzeti Párt              | 35         | 5,4        | -21                                         | 977 569    | 3,0        | -1,7                                                  |
|        | Liberális Demokraták           | 12         | 1,8        | +4                                          | 2 371 772  | 7,4        | –0,5                                                  |
|        | Demokratikus Unionista Párt    | 10         | 1,5        | +2                                          | 292 316    | 0,9        | +0,3                                                  |
|        | Sinn Féin                      | 7          | 1,1        | +3                                          | 238 915    | 0,7        | +0,2                                                  |
|        | Plaid Cymru                    | 4          | 0,6        | +1                                          | 164 466    | 0,5        | –0,1                                                  |
|        | Anglia és Wales Zöld Pártja    | 1          | 0,2        | –                                           | 525 371    | 1,6        | –2,1                                                  |
|        | Független                      | 1          | 0,2        | –                                           | 16 148     | 0,6        | +0,3                                                  |
|        | Elnök                          | 1          | 0,2        | –                                           | 34 299     | 0,1        | –                                                     |
|        | Függetlenségi Párt             | 0          | 0          | –1                                          | 593 852    | 1,8        | –10,8                                                 |
|        | Szociáldemokrata és Munkáspárt | 0          | 0          | –3                                          | 95 419     | 0,3        | –                                                     |
|        | Ulsteri Unionista Párt         | 0          | 0          | –2                                          | 83,280     | 0,3        | –0,1                                                  |

## Választási térképek

Az egyes egyéni választókerületekben nyertes jelöltek pártjai (kartogram)

Az egyes egyéni választókerületekben nyertes jelöltek pártjai

A legtöbb szavazatot kapott jelöltek pártjai szavazási körzetenként

| Konzervatív Párt Munkáspárt Liberális Demokraták Anglia és Wales Zöld Pártja Skót Nemzeti Párt | Plaid Cymru Demokratikus Unionista Párt Sinn Féin független |

## Az eredmény megítélése
A parlament mandátumát szabályzó 2011-es Fixed-term Parliaments Act szerint az általános választásokat ötévenként (május első csütörtökén) kell tartani, így a következő választás napja 2020. május 7-én lett volna. Az előrehozott választásokkal Theresa May saját pozícióját szerette volna megerősíteni, ez azonban visszájára sült el.
A jobboldalnak ez a második félresikerült politikai „játéka” volt, miután a David Cameron által a brexit ügyében kezdeményezett népszavazás sem a kiírók szándékai szerinti eredményt hozta. Az ellenzék Theresa Mayt lemondásra szólította fel, és megszólaltak hasonló hangok saját pártján belül is. May bocsánatot kért a frakciótól és pártja azon képviselőitől, akik az előrehozott választás miatt nem tölthették ki a mandátumukat.
A választás fő vesztese a UKIP, amely gyakorlatilag elveszítette támogatottságát, 2015-ös szavazói most nagyobb részben a Munkáspártra, kisebb részben a Konzervatív Pártra szavaztak. Másik vesztes a Skót Nemzeti Párt (SNP), amely 2015-ös szavazói egyharmadát elveszítette az akkori – igaz, rekordszintű – támogatottságból.

## Kormányalakítás
Theresa May a választást követő napon a királynőnél tett látogatása után bejelentette, hogy kisebbségi kormányt alakít, melyben az északír Demokratikus Unionista Párt (DUP) kívülről támogatja. (A DUP jóval jóval konzervatívabb a Konzervatív Pártnál: ellenzi a azonos neműek házasságát és az abortuszt.) Beszédében May „együttműködésről” és nem „koalícióról” beszélt.
Legfontosabb céljaiként a választás után 10 nappal, 2017. június 19-én kezdődő brexit-tárgyalások sikeres végigvitelét, és a manchesteri illetve londoni merényletekre utalva az iszlám szélsőségesség visszaszorítását jelölte meg.
Az új, immár kisebbségi kormány 2017. június 9-én alakult meg az előzőhöz képest változatlan összetétellel.